# Пешкова, Валентина Моисеевна
Валентина Моисеевна Пешкова (24 февраля 1900, Чинеево, Тобольская губерния — 4 сентября 1995) — профессор, доктор химических наук, один из основателей кафедры аналитической химии химического факультета МГУ. Руководила разработками кинетических методов определения ультрамалых количеств примесей никеля, хрома, меди, работала в области спектрофотометрического метода анализа.

## Ранние годы и образование
Валентина Моисеевна Пешкова родилась 24 февраля 1900 года в селе Чинеевское Чинеевской волости Курганского уезда Тобольской губернии, ныне село Чинеево — административный центр Чинеевского сельсовета Юргамышского района Курганской области.
В 1915 году начала трудовую деятельность руководителем детской площадки.
В 1923 поступила и в 1927 году окончила химическое отделение физико-математического факультета 1-го Московского университета.
С 1925 по 1934 год работала в Институте чистых химических реактивов (ИРЕА). Там она занималась разработкой стандартов на химические реактивы. Её руководителями были выдающиеся химики А. В. Раковский и Е. С. Пржевальский. В 1932 году начала свою педагогическую деятельность на химическом факультете МГУ (с 1938 — доцент, с 1955 — профессор).

### Научная деятельность
После защиты кандидатской диссертации в 1938 году, Валентина Моисеевна начала работу по освоению полярографических методов анализа, которая была осложнена возникшими трудностями с полярографом. Она также активно занималась разработкой методов определения микроколичеств никеля и поиском областей применения диоксимов в аналитике. Её достижения в этих направлениях активно публиковались в журналах, таких как «Заводская лаборатория» и «Вестник МГУ». В 1948 году Пешкова занималась разработкой методики колориметрического определения меди (результаты были опубликованы в «Журнале аналитической химии»); вместе с В. И. Шленской обнаружила способы определения никеля диоксимом циклогександиола (соответствующая публикация была в Вестнике МГУ); исследовала диоксимциклогександион (реактив на никель), а также свойства соединений никеля и кобальта с оксалендиоксимом, висмута с диоксимами; разработала турбидиметрическое определение хлорид-ионов.
Во время Великой Отечественной войны Валентина Моисеевна активно занималась исследованиями, связанными с поиском методов идентификации отравляющих веществ.
В 1949 году Пешкова совместно со своими учениками разработала метод колориметрического определения никеля в присутствии других металлов, установила состав соединений железа (II) с диоксимами, начала изучение свойств комплексного соединения свинца с роданидом. В том же году вместе с Пржевальским Е. С. и Галлай З. А. Пешкова разработала методики амперометрического титрования никеля в чистых солях и в присутствии железа (III), алюминия (III), цинка (II) с использованием органических растворителей.
В 1953 году Валентина Моисеевна создала лабораторию спектрофотометрии и заведовала ей до 1986 года, а также начала читать соответствующий специальный курс студентам. В 1954 году защитила докторскую диссертацию, посвященную практическому применению оксимов в аналитической химии.
С 1958 года Валентина Моисеевна начинает активно заниматься разработкой методик определения микроколичеств металлов (никеля, палладия, меди, кобальта и многих других). Опубликованные ею в тот период научные работы касаются спектрофотометрического и кинетического определения элементов, а также методов, основанных на каталитических реакциях и экстракции. С 1967 года Пешкова занималась изучением комплексных соединений и исследованием взаимодействий кобальта (II) и титана (III) с различными веществами. В 1981—1985 годах публикуются её работы в области изучения свойств иридия.

### Преподавательская деятельность
В 1930—1960 гг. читала общий курс аналитической химии на химическом факультете. Под её руководством было подготовлено около 30 кандидатов химических наук и большое число специалистов химиков-аналитиков. Совместно с учениками ею опубликовано более 300 статей, а также учебники и монографии. 
Валентина Моисеевна была членом Научного совета по аналитической химии АН СССР, членом редколлегии журнала «Вестник Московского университета». Работала в обществе «Знание» и Всесоюзном химическом обществе им. Д. И. Менделеева.

## Награды
- Орден Трудового Красного Знамени, 1980 год
- Орден «Знак Почёта», дважды: 1953 год, 1971 год
- Медаль «За трудовое отличие», 1961 год
- Медаль «За оборону Москвы»
- Юбилейная медаль «Тридцать лет Победы в Великой Отечественной войне 1941—1945 гг.», 1975 год
- Медаль «За доблестный труд в Великой Отечественной войне 1941—1945 гг.», 1946 год
- Медаль «В память 800-летия Москвы», 1947 год